# Троил и Крессида (поэма)

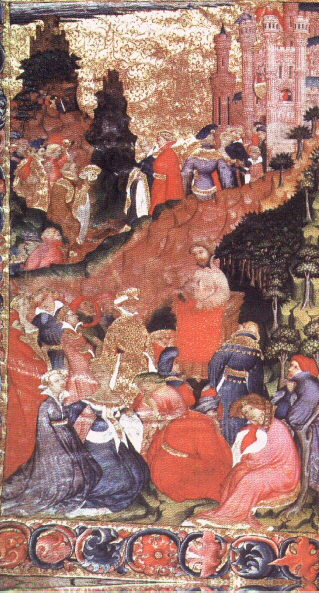
Чосер читает «Троила и Крессиду». Миниатюра из рукописи XV века. Корпус Кристи Колледж. Кембридж.

«Трои́л и Кресси́да» (англ. Troilus and Criseyde) — эпическая поэма Джеффри Чосера, пересказ на среднеанглийский трагической истории Троила и Крессиды, произошедшей на фоне Троянской войны. Поэма написана королевской строфой и вероятно завершена в середине 1380-х. Многие исследователи творчества Чосера рассматривают поэму как наиболее выдающееся произведение. Как завершённая поэма, «Троил и Крессида» является более законченным произведением, чем более известные, но в конечном счёте незаконченные «Кентерберийские рассказы». Эта поэма часто считается источником известной фразы «all good things must come to an end» (3.615).
Несмотря на то, что Троил является персонажем древнегреческой литературы, распространённая история о нём как о любовнике относится к Средним векам. Первая известная версия из произведения Бенуа де Сент-Мора Roman de Troie. Чосер приписывает историю некому Лолию (которого упоминает в The House of Fame), хотя писатель с таким именем неизвестен.

## История создания
Точная дата создания поэмы неизвестна. По мнению исследователей, начало работы Чосера над поэмой датируется 1382 годом, закончена она была, вероятно, в 1386 или 1387 году. В издании произведений Чосера под редакцией Л. С. Бенсона приводятся другие временные рамки — с 1378/1382 по 1385/1386 гг. Как было принято в то время, Чосер не сочинял новую историю, а воспользовался уже известной по другим произведениям. Но, взяв за основу старый сюжет, автор подчинил его собственному замыслу, давая ему новую жизнь. Чосер сослался на некоего Лоллия, которого в то время считали античным автором, описавшим историю падения Трои. На самом деле источником для поэмы Чосера стал «Филострато» Боккаччо, имя которого английский поэт ни разу не упомянул в «Троиле и Крессиде». Однако, в отличие от Боккаччо, излившего в поэме свои чувства после разлуки с любимой, Чосер пригасил личностное начало, создав произведение философское, и, по определению литературоведа К. С. Льюиса, «медиевизировал» ренессансного «Филострато». Сюжет трактован Чосером в духе куртуазии.
В начале поэмы автор обращается по всем правилам поэзии трубадуров к Амуру, называя себя верным слугой бога любви. История Троила и Крессиды начинается на фоне возрождающейся весной к новой жизни природы. Главный герой в соответствии с одним из важнейших понятий куртуазной поэзии — «молодости чувства», влюблён в первый раз. Под влиянием постоянных испытаний он становится настоящим рыцарем и остаётся им до конца. Однако обычная ситуация «куртуазной любви», где замужняя дама по общественному положению выше кавалера, у Чосера перевёрнута: Крессида — молодая вдова, стоит ниже царевича Троила. Чосер к тому же, несмотря на то, что куртуазная поэзия была ему близка, в пародийном ключе обыгрывает её штампы, показывает смешные черты доктрины рыцарской любви. Его Троил для аудитории XIV века был достойным уважения, но в то же время устаревшим типом, персонажем из прошлого. В четвёртой книге Троил, узнавший о скорой разлуке с Крессидой, размышляет о предопределении и свободе воли. Здесь Чосер заимствует рассуждения Боэция из «Утешения философией», но только из той части, где отрицается свобода воли, — для язычника Троила мысль о том, что изменить ход событий невозможно, вполне естественна.
В трёх первых книгах поэмы ключевая роль отводится посреднику влюблённых, дяде героини — Пандару. Энергичный и находчивый, он всегда готов прийти на помощь Троилу, доблестному воину, совершенно беспомощному в практической жизни. В образе Пандара соединяются лучший друг, доверенное лицо главного героя и ловкий сводник, фигура характерная для фаблио, жанра, часто пародирующего куртуазные модели. Однако Пандар, в отличие от сводника из фаблио, принадлежит к высшим слоям общества и действует совершенно бескорыстно. Он получился настолько ярким персонажем, что уже во второй половине XVI века его имя в Англии (pandar, pander) стало означать сводника. Однако, успешно способствовавший соединению Троила и Крессиды, Пандар бессилен помочь им сохранить любовь.
Крессида — сложный и противоречивый характер. Ранее она изображалась либо как образец женского непостоянства (Бенуа де Сент-Мор, Гвидо делле Колонне), либо как легкомысленная молодая женщина (Боккаччо). Крессида у Чосера показана с такой симпатией, что её измена, несмотря на то, что в прологе рассказчик предупреждает о несчастном конце истории, в некоторой степени неожиданность для читателя. Автор постепенно ведёт героиню от первоначальной холодности через снисходительный интерес к сильному и искреннему чувству. У Чосера в измене Крессиды не последнюю роль играет рок, судьба, против которой герои бессильны. Троил полюбил женщину земную, прекрасный «дар природы, или Фортуны», он обожествлял тленное и непостоянное, не подозревая, что спасение в непреходящем, вечном. Возникает тема противопоставления любви земной и любви небесной. В финале автор призывает отречься от недолговечного, бренного мира и завершает поэму молитвой, обращённой к Троице.

## Сюжет
На празднике в честь Афины Паллады царевич Троил встречает молодую вдову Крессиду и влюбляется. Крессида отвергает его. Сохраняя своё чувство в тайне и пытаясь быть достойным своей избранницы, Троил храбро сражается с греками. Дядя Крессиды Пандар, желая помочь своему другу, уговаривает её не быть слишком жестокой к Троилу. Постепенно сердцем Крессиды овладевает любовь. Пандар устраивает свидания влюблённых. Тем временем, отец Крессиды, жрец храма Аполлона, Калхас, предвидя гибель Трои, бежит из обречённого города, бросив дочь на произвол судьбы. Вскоре троянцы решают обменять Крессиду на попавшего в греческий плен Антенора. В лагере греков Крессида уступает ухаживаниям воина Диомеда. Троил, узнав о её измене, находит смерть в бою. Крессида клянётся быть верной своему новому возлюбленному.

## Русский перевод
- Д. Чосер. Троил и Крессида / Перевод М. Бородицкой. — М.: Грантъ, 1997. — 384 с. — ISBN 5-89135-006-8.